# 宗汉街道
宗汉街道是中华人民共和国浙江省宁波市慈溪市下辖的一个乡镇级行政单位，辖区面积33.2平方公里，因马宗汉而得名:48。

## 历史
宋至元、明、清属余姚县云柯乡，宣统元年（1909年）属柯东乡、云漾乡和云墅乡、云潭乡、沐仁乡、浒山乡部分，民国十七年（1928年）属六区，民国十九年（1930年）设宗汉乡、永宁乡、眉中乡、眉漾乡、崔陈乡、漾东乡、柯中乡和云山乡、沐仁乡、云潭乡部分，民国二十九年（1940年）改为宗汉乡、永凝乡、潮界乡和浒山镇、云山乡、天潭乡部分，属浒山区，1950年4月改为宗汉乡、永凝乡、洋山乡、河东乡、新界乡、高王乡、潮塘乡、百两乡和天元镇、潭南乡部分，属浒山区、周朝区，1954年10月划归慈溪县，周朝区、周巷区合并为周行区，宗汉乡、永凝乡、漾山（洋山）乡、河东乡属浒山区，天元镇、新界乡、高王乡、潮塘乡、百两乡、潭南乡属周行区，1956年2月永凝乡、漾山乡、河东乡、鸣山乡并入宗汉乡，新界乡、潭南乡、云城乡、镇东乡合并为周塘乡，天元镇、高王乡、潮塘乡、百两乡、潭北乡合并为周东乡，1958年10月改为红旗人民公社七大队、八大队、九大队和火箭人民公社一大队、二大队、三大队、六大队、七大队，1959年2月改为浒山人民公社永凝管理区、宗汉管理区、洋山管理区和长河人民公社潮塘管理区、高王管理区、百两管理区、新界管理区、潭南管理区，1961年11月改为宗汉公社、永凝公社，属浒山区；潮塘公社、高王公社、新界公社，属长河区，1966年6月永凝公社并入宗汉公社，1968年11月宗汉公社更名为东方红公社，1981年7月东方红公社复名为宗汉公社，1983年7月公社改为乡，1989年9月宗汉乡改为宗汉镇，1992年5月潮塘乡、高王乡、新界乡并入宗汉镇，2001年9月撤镇设立宗汉街道:48。

## 行政区划
宗汉街道下辖以下地区：
曙光社区、马家路社区、二塘新村、马家路村、史家村、江东村、百兴村、百两村、庙山村、金堂村、怡园村、周塘东村、周塘西村、高王村、联兴村、新华村、新界村、新塘村、漾山村和潮塘村。